# 彦成村
彦成村（ひこなりむら）は埼玉県の南東部、北葛飾郡に属していた村。

## 歴史
- 1889年（明治22年）4月1日 - 町村制施行により、北葛飾郡彦成村、番匠免村、上口村、彦倉村、彦糸村、彦野村、彦江村、下彦川戸村、上彦川戸村、上彦名村、彦音村、彦沢村、花和田村、谷口村、采女新田が合併して村制施行し、彦成村が発足[2]。
- 1956年（昭和31年）9月30日 - 北葛飾郡東和村、早稲田村と合併し三郷村が成立。